# Pojezierza Wschodniobałtyckie
Die Pojezierza Wschodniobałtyckie (übersetzt „Ostbaltische Seenplatte“) ist eine Seenlandschaft in Estland, Lettland, Litauen, Polen (Ermland-Masuren und Podlachien), Russland und Belarus. In der Geomorphologischen Einteilung Polens stellt sie zudem eine übergeordnete Region dar.

## Lage
Die Pojezierza Wschodniobałtyckie ist Bestandteil der Ostbaltisch-Belarussischen Tiefebene und führt von Estland im Norden bis Masuren im Süden. Sie ist glazial geprägt. Die höchsten Erhebungen sind ca. 300 Meter m.p.n. hoch.

## Gliederung
Die Ostbaltische Seenplatte wird unterteilt:
- Estnische Seenplatte
- Lettgallener Seeplatte
- Braslauer Seenplatte
- Plotzkow Ebene
- Belarussische Seenplatte
- Litauische Seenplatte
- Masurische Seenplatte